# Spazio (EP)
Spazio è il primo EP della cantante italiana Ariete, pubblicato il 14 maggio 2020 dalla Bomba Dischi.

## Tracce
1. Amianto – 2:59
2. Pillole – 3:16
3. Solo te – 2:37
4. Avrei voluto dirti – 3:04
5. Riposa in pace (feat. Drast) – 2:36
6. Insicuri – 3:27

## Classifiche
| Classifica (2020) | Posizione massima |
| ----------------- | ----------------- |
| Italia            | 90                |